# Цмин складчатый
Бессмертник складчатый (лат. Helichrysum plicatum) — многолетнее травянистое растение, вид рода Бессмертник (Helichrysum) семейства Астровые (Asteraceae).

## Распространение и экология
Ареал вида охватывает Балканский полуостров и Ближний Восток (без африканской и аравийской частей).
Произрастает по опушкам горных редколесий, на сухих, горно-степных и каменистых склонах субальпийского и альпийского поясов, нередко на известняках, поднимается на высоту 1300—2600 м над уровнем моря.

## Ботаническое описание
Корень толщиной 2—5 мм, деревянистый, выпускающий многочисленные разветвления, заканчивающиеся небольшим числом цветущих стеблей и обыкновенно более значительным количеством бесплодных побегов, снабженных у основания ясно выраженным луковицеобразным утолщением. Цветущие стебли высотой 20—30 см, прямостоящие или восходящие, слегка бороздчатые, нередко красновато окрашенные, снабженные железками или же паутинисто-войлочно-опушенные, и тогда железки почти незаметны.
Листья линейные или линейно-ланцетовидные, полустеблеобъемлющие, на верхушке приострённые, зеленоватые, часто серповидно или неправильно изогнутые, с более-менее значительным количеством железок или же зеленовато-серые от войлочного опушения и тогда железки едва заметны. Листья бесплодных побегов линейно-ланцетовидные или линейно-лопатчатые, как правило, относительно более густо опушённые.
Молодые корзинки эллипсоидные, собраны в компактное головчатое, 35—50-цветковое соцветие, иногда окруженное несколькими верхушечными листьями; зрелые корзинки полушаровидные или почти шаровидные, диаметром около 7—8 мм, на тонких железисто- или войлочно-опушённых цветоносах, часто превышающих длину корзинок. Листочки обёртки в числе 35—50, расположенные в 4—6 рядов, золотисто-жёлтые или иногда молочно-белые, от ланцетовидных и широко-продолговато-лопатчатых до продолговато-лопатчатых или почти линейных.

## Таксономия
Вид Бессмертник складчатый входит в род Бессмертник (Helichrysum) трибы Gnaphalieae подсемейства Астровые (Asteroideae) семейства Астровые (Asteraceae) порядка Астроцветные (Asterales).
|  |                                      |  |                                                              |                                                              |                    |  | ещё 12 семейств (согласно Системе APG III) | ещё 12 семейств (согласно Системе APG III)    |                                               |  |  |  | ещё 20 триб (согласно Системе APG III)         | ещё 20 триб (согласно Системе APG III)         |  |  |  |  | ещё от 500 до 600 видов | ещё от 500 до 600 видов |
|  |                                      |  |                                                              |                                                              |                    |  | ещё 12 семейств (согласно Системе APG III) | ещё 12 семейств (согласно Системе APG III)    |                                               |  |  |  | ещё 20 триб (согласно Системе APG III)         | ещё 20 триб (согласно Системе APG III)         |  |  |  |  | ещё от 500 до 600 видов | ещё от 500 до 600 видов |
|  |                                      |  |                                                              | порядок Астроцветные                                         |                    |  |                                            |                                               | подсемейство Астровые                         |  |  |  |                                                | род Бессмертник                                |  |  |  |  |                         |                         |
|  |                                      |  |                                                              | порядок Астроцветные                                         |                    |  |                                            |                                               | подсемейство Астровые                         |  |  |  |                                                | род Бессмертник                                |  |  |  |  |                         |                         |
|  | отдел Цветковые, или Покрытосеменные |  |                                                              |                                                              | семейство Астровые |  |                                            |                                               | триба Gnaphalieae                             |  |  |  | вид Бессмертник складчатый                     |                                                |  |  |  |  |                         |                         |
|  | отдел Цветковые, или Покрытосеменные |  |                                                              |                                                              |                    |  |                                            |                                               |                                               |  |  |  |                                                |                                                |  |  |  |  |                         |                         |
|  |                                      |  | ещё 44 порядка цветковых растений (согласно Системе APG III) | ещё 44 порядка цветковых растений (согласно Системе APG III) |                    |  |                                            | ещё 11 подсемейств (согласно Системе APG III) | ещё 11 подсемейств (согласно Системе APG III) |  |  |  | ещё более 130 родов (согласно Системе APG III) | ещё более 130 родов (согласно Системе APG III) |  |  |  |  |                         |                         |
|  |                                      |  |                                                              | ещё 44 порядка цветковых растений (согласно Системе APG III) |                    |  |                                            |                                               | ещё 11 подсемейств (согласно Системе APG III) |  |  |  |                                                | ещё более 130 родов (согласно Системе APG III) |  |  |  |  |                         |                         |